# ألين ليفيل
ألين ليفيل (بالإنجليزية: Allen Leavell)‏ مواليد 27 مايو 1957 في مونسي، هو لاعب كرة سلة أمريكي سابق. بدأ مسيرته الاحترافية في سنة 1979. تم اختياره من قبل فريق هيوستن روكتس خلال الدرافت. حمل الرقم 30. يبلغ طوله 6 قدم 1 بوصة (1.9 م). اعتزل اللعب في 1992. أحرز خلال مسيرته في الإن بي إيه 6684 نقطة بمعدل 9.5 نقاط في المباراة الواحدة.

## روابط خارجية
- ألين ليفيل على موقع إن بي أي (الإنجليزية)
- ألين ليفيل على موقع سبورتس رفرنس (الإنجليزية)
- ألين ليفيل على موقع كلية كرة السلة في سبورتس رفرنس.كوم (الإنجليزية)
- ألين ليفيل على موقع ريلجم (الإنجليزية)
- ألين ليفيل على موقع بروبوليرز (الإنجليزية)